# Neufmesnil
Neufmesnil ist eine französische Gemeinde im Département Manche in der Normandie. Sie gehört zum Kanton Créances und zum Arrondissement Coutances. Sie grenzt im Nordwesten an Doville, im Nordosten an Varenguebec, im Südosten an Montsenelle, im Südwesten an La Haye und im Westen an Saint-Nicolas-de-Pierrepont (Berührungspunkt).

## Bevölkerungsentwicklung
| Jahr      | 1962 | 1968 | 1975 | 1982 | 1990 | 1999 | 2008 | 2018 |
| --------- | ---- | ---- | ---- | ---- | ---- | ---- | ---- | ---- |
| Einwohner | 204  | 176  | 168  | 173  | 156  | 175  | 183  | 187  |

## Sehenswürdigkeiten
- Häuserkomplex der einstigen Abtei Blanchelande, ein heute landwirtschaftlich genutzter romanischer Bau und als Monument historique eingetragen (seit 2000)

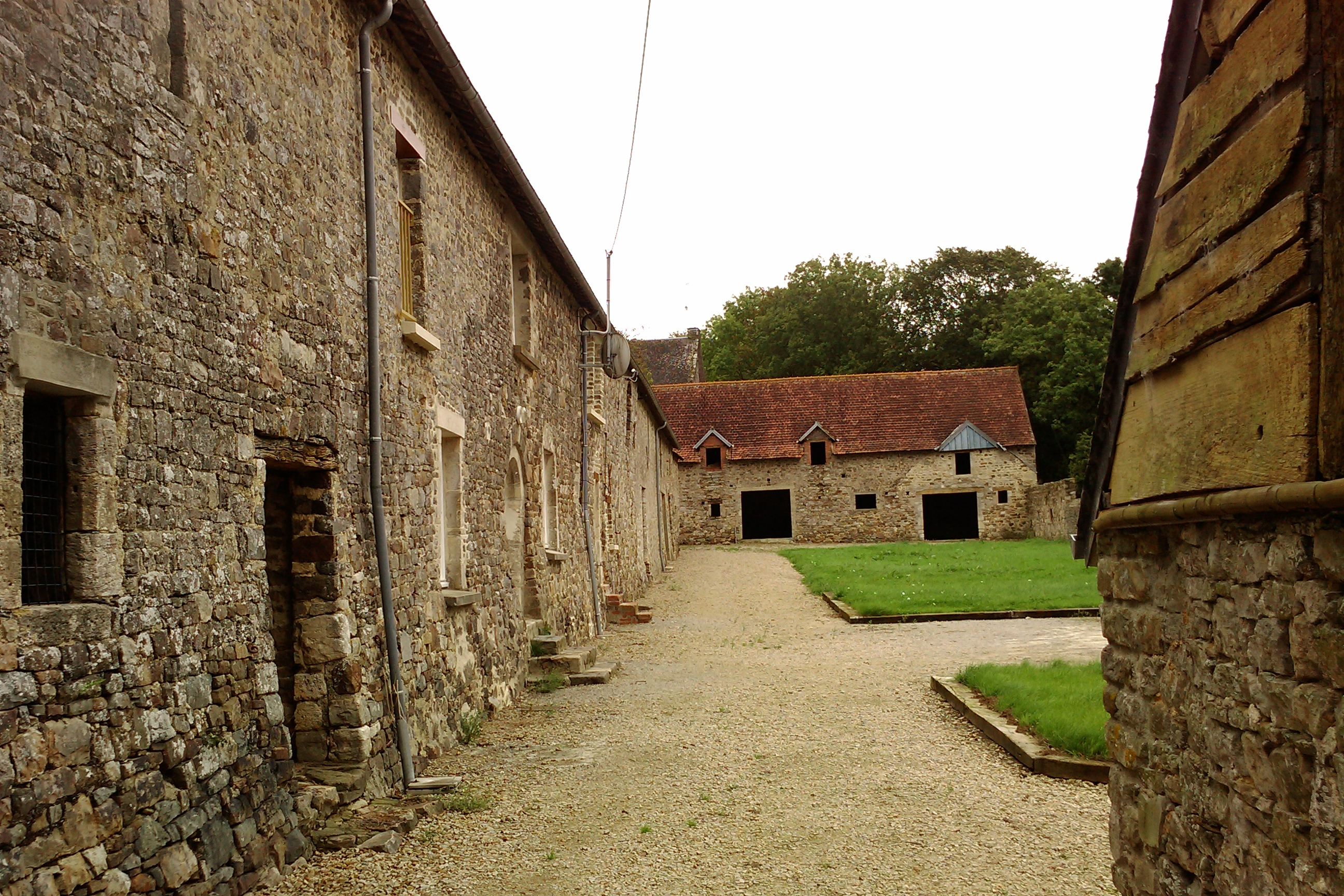
Ehemalige Abtei Blanchelande
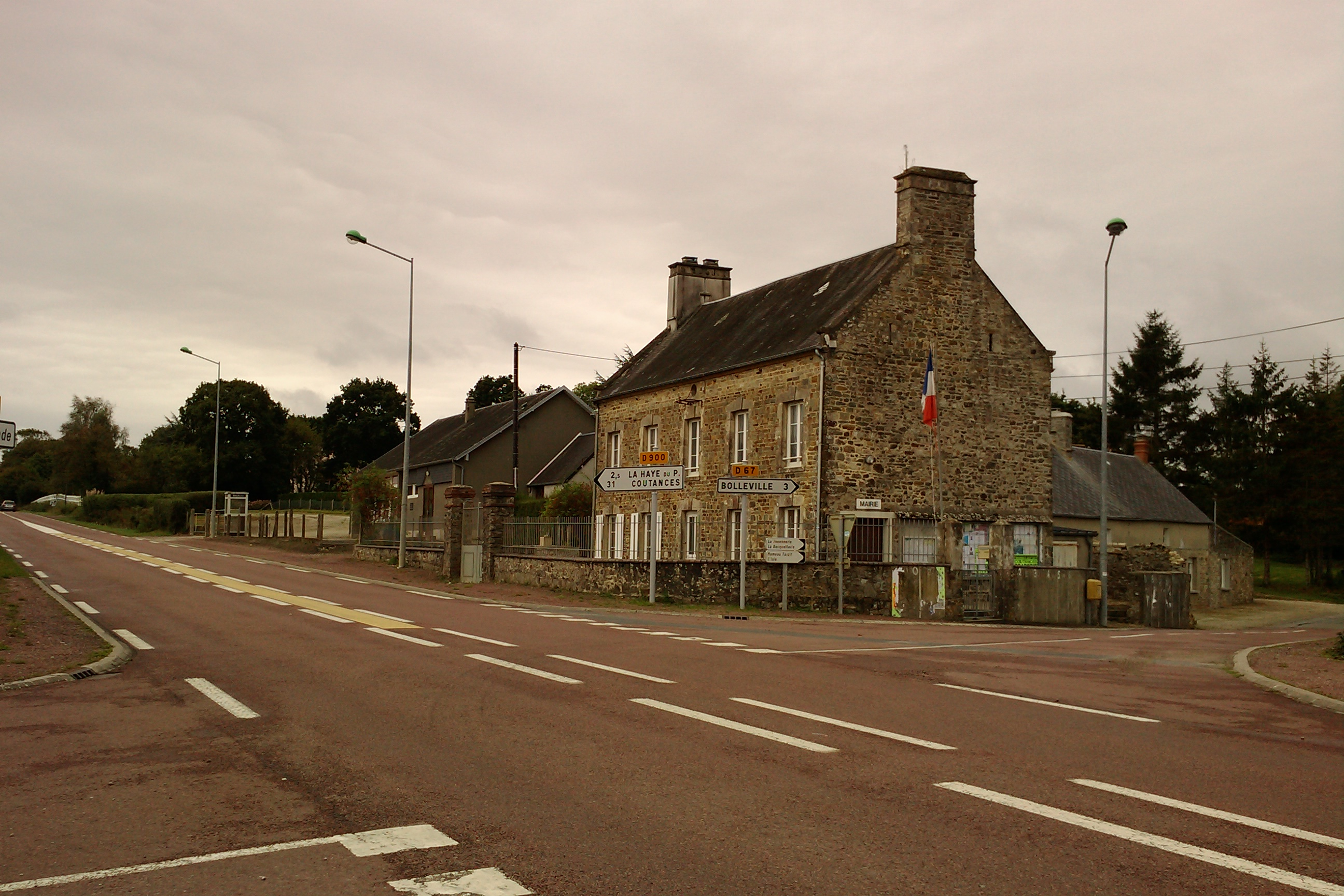
Mairie Neufmesnil
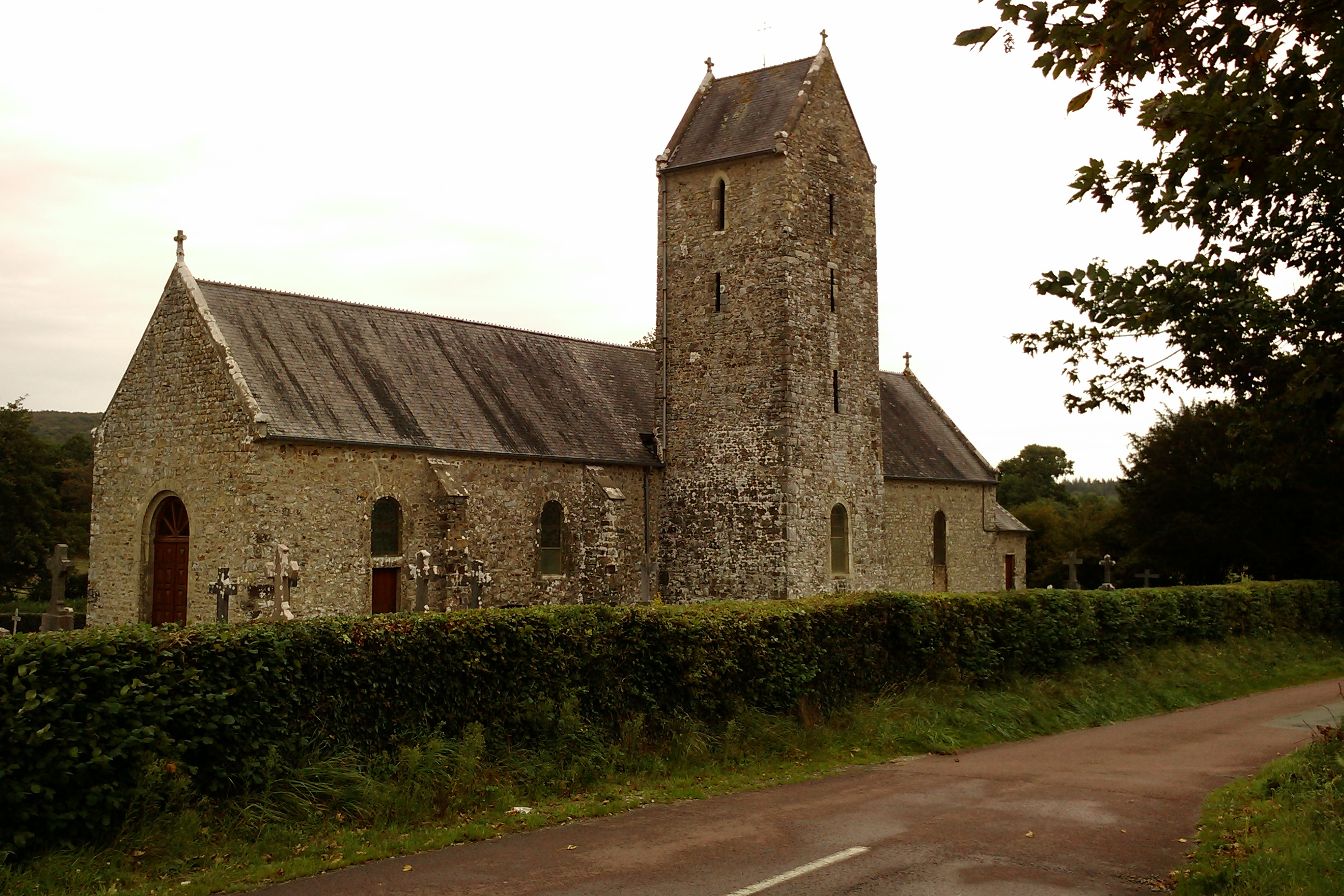
Himmelfahrts-Kirche (Église de l’Assomption)